# Andrés Gandarias Albizu
Andrés Gandarias Albizu (Ibarruri, 24 d'abril de 1943 - Durango, 27 de maig de 2018) fou un ciclista basc, professional entre 1968 i 1978. Bon escalador, en el seu palmarès no hi figuren gaires victòries. El seu principal èxit esportiu fou la victòria en una etapa al Giro d'Itàlia de 1976, en què a més passà en primera posició per la Cima Coppi d'aquella edició, el Passo Sella. Morí als 75 anys després de patir una llarga malaltia.

## Palmarès
- 1969
  - 1r al Critèrium de Basauri
- 1975
  - 1r a la Volta a Cantàbria i vencedor d'una etapa
  - Vencedor d'una etapa a la Volta a Euskadi
- 1976
  - Vencedor d'una etapa al Giro d'Itàlia

### Resultats al Tour de França
- 1968. 9è de la classificació general
- 1969. 5è de la classificació general[2]
- 1970. 20è de la classificació general. 2n del Gran Premi de la muntanya
- 1971. Abandona (14a etapa)
- 1973. Abandona (14a etapa)
- 1977. 44è de la classificació general

### Resultats a la Volta a Espanya
- 1968. 19è de la classificació general
- 1969. Abandona
- 1970. 15è de la classificació general
- 1975. 27è de la classificació general
- 1976. 37è de la classificació general
- 1977. 32è de la classificació general
- 1978. 16è de la classificació general

### Resultats al Giro d'Itàlia
- 1971. 31è de la classificació general
- 1976. 52è de la classificació general. Vencedor d'una etapa